# Kloster Königsbronn
Kloster Königsbronn (ad fontem regis = „an der Quelle des Königs“) ist ein ehemaliges Zisterzienserkloster in Baden-Württemberg.

## Lage
Die Reste des Klosters liegen im Ortsteil Springen (Urspring) der Gemeinde Königsbronn im Landkreis Heidenheim in der Nähe des Brenztopfs.

## Geschichte

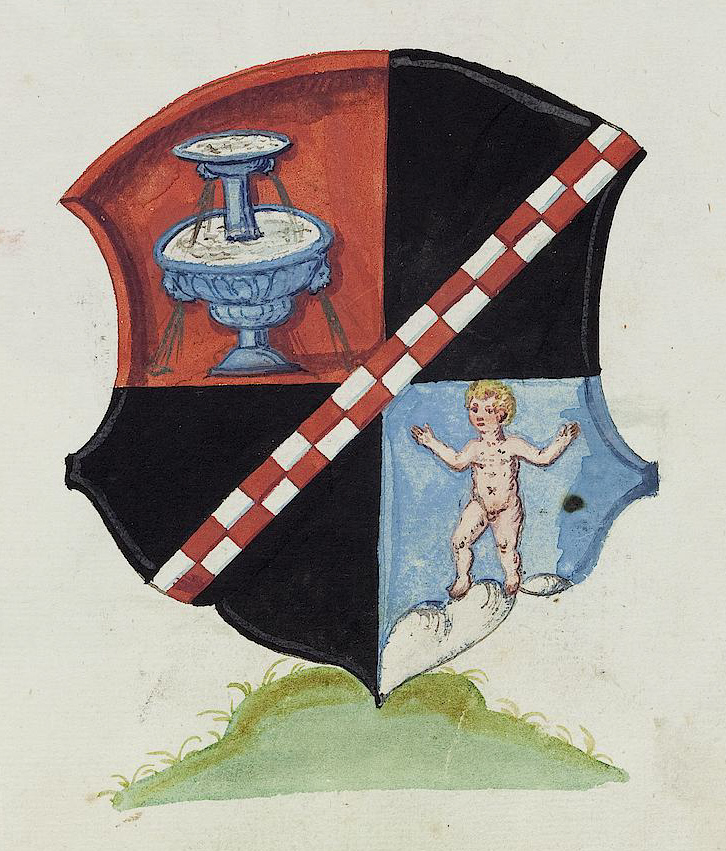
Kloster Königsbronn Wappen in einer Handschrift von David Wolleber von 1591

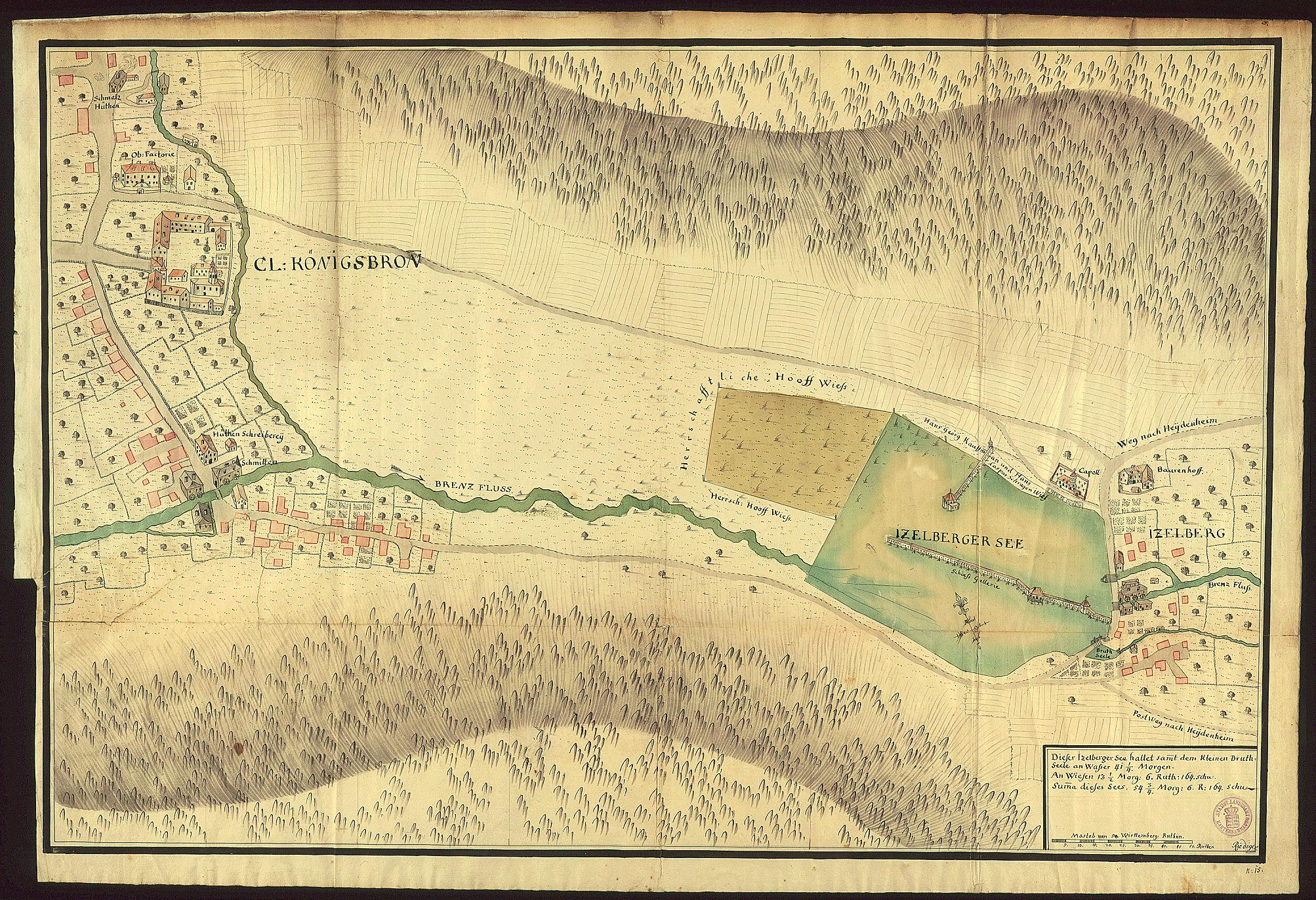
Kloster Königsbronn im Seenatlas von J. A. Riediger 1737/38

Im Jahr 1303 stiftete König Albrecht I. ein Zisterzienserkloster (eines der letzten im mittelalterlichen Deutschland, später nur noch die Umwandlung des Benediktinerklosters Stolpe und die Erhebung von Gotteszell zur Abtei sowie verschiedene Priorate, vor allem am Niederrhein), das von Mönchen der Reichsabtei Salem besiedelt wurde. Das Kloster ist damit der Filiation der Primarabtei Morimond zuzurechnen. Die Klosterbauten wurden von 1310 bis 1325 mit Steinen der geschleiften Burg Herwartstein errichtet. Das Kloster besaß einen Klosterhof in Reutlingen. Während der Auseinandersetzung zwischen Ludwig dem Bayern und dem Papst ergriff es die Seite des Papstes. 1346 wurde das Kloster von den Truppen des späteren Kaisers Karl IV. angegriffen. Die Helfensteiner erhielten das Gebiet 1365 erneut als Lehen von Kaiser Karl IV. Nach dem Tod des Kaisers 1378 ergaben sich wechselnde Besitzverhältnisse und auch die Vogtei wechselte mehrmals. Württemberg, das Heidenheim an der Brenz von den Helfensteinern erworben hatte, erhob Ansprüche auf das Gebiet, während der Abt das Kloster als reichsunmittelbar betrachtete. 1539 sollte das Kloster reformiert werden. Die Mönche weigerten sich jedoch, den neuen Glauben anzunehmen. In den Nachwirren des Schmalkaldischen Krieges wurde Königsbronn im Zweiten Markgrafenkrieg durch die Truppen des Markgrafen von Brandenburg-Kulmbach, Albrecht Alcibiades, 1552 niedergebrannt und völlig dem Erdboden gleichgemacht. Auch die „sehr prächtige“ alte Klosterkirche wurde hierbei zerstört.
Das Kloster wurde von Herzog Ulrich aufgehoben und von den katholischen Mönchen verlassen. Nach dem Augsburger Religionsfrieden 1555 wurde das Kloster 1556 durch Herzog Christoph in eine evangelische Klosterschule unter Leitung eines evangelischen Abtes umgewandelt, die aber nur bis 1595 Bestand hatte. Durch das Restitutionsedikt von 1629 sollte Königsbronn wieder katholisch werden, was aber auf den Widerstand der Bevölkerung stieß. Nach dem Dreißigjährigen Krieg 1648 wurde Königsbronn endgültig württembergisch und evangelisch, es war von 1648 bis 1806 wieder Sitz eines evangelischen Abts.

## Anlage und Bauten

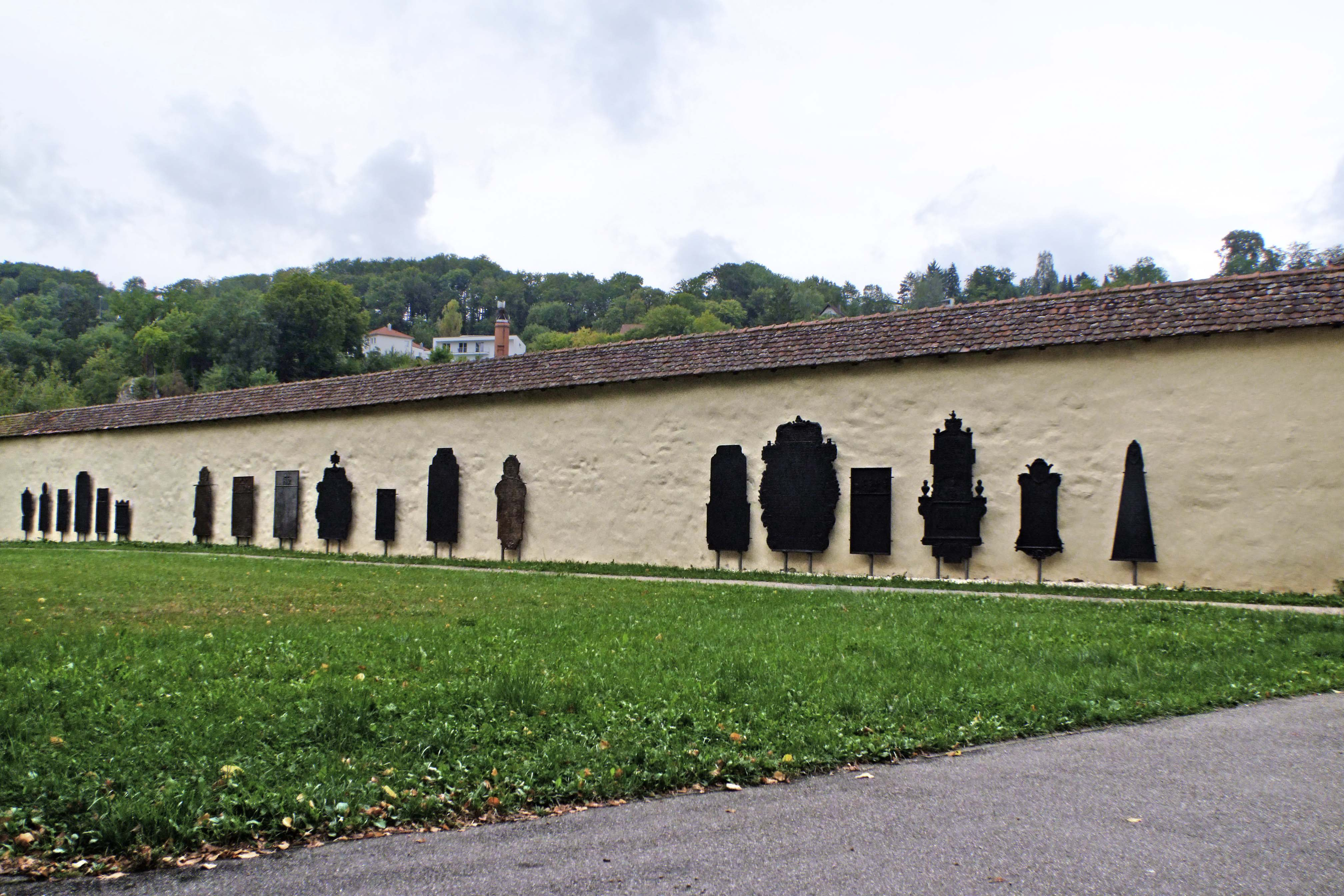
Epitaphe an der Klostermauer

Von den mittelalterlichen Bauten ist nur die Westmauer erhalten. Die Grundmauern der Klosterkirche dienen heute als Gartenmauer. Im Torhaus ist ein Museum eingerichtet. Erhalten sind weiter die ehemalige Prälatur (Pfarr- und Forsthaus) aus dem Jahr 1757 und die Oberamtei mit dem Fürstensaal aus der Zeit um 1700. Die heutige Pfarrkirche von Königsbronn ist als die ehemalige Laienkirche bezeichnet worden und steht wohl auf deren Stelle, sie stammt aber erst aus dem Jahr 1565 und wurde 1710 im Innern zu einer Querkirche umgebaut (mit Emporen auf drei Seiten und mit der Kanzel auf der Südwand) und erhielt 1745 einen massigen Westturm. Das Gestühl von 1713 wurde aufwändig gestaltet. Der Innen-Umbau 1974 beseitigte die Querkirchenanlage und richtete den Kirchenraum mit der verbliebenen Westempore längs auf den Altar im flachen, nicht eingezogenen Ostchor aus.